# Stella Niemierko

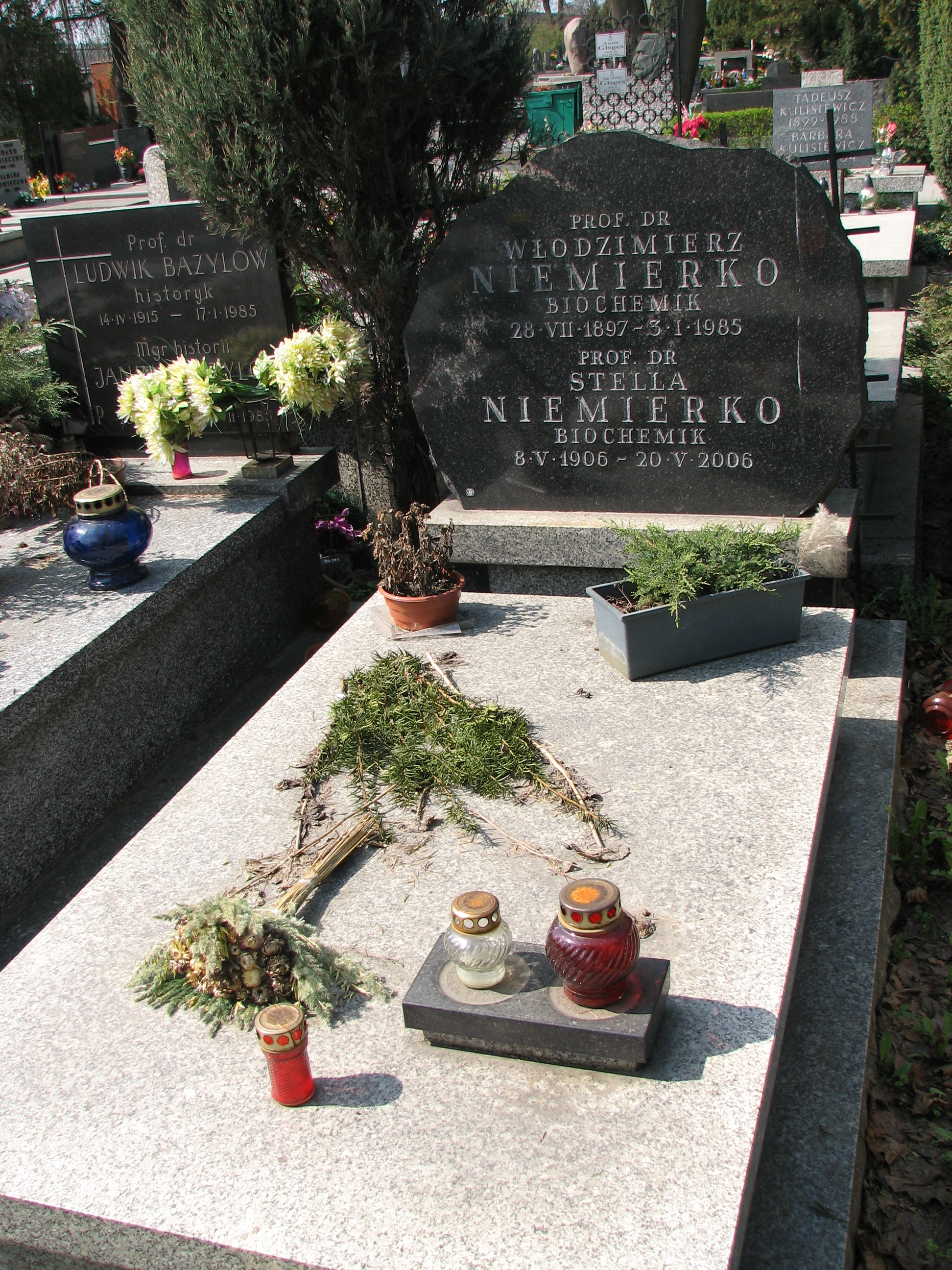
Grób Włodzimierza i Stelli Niemierków na cmentarzu Wojskowym na Powązkach

Stella Niemierko (ur. 8 maja 1906 w Łodzi, zm. 20 maja 2006 w Warszawie) – polska biochemiczka. 

## Życiorys
Urodziła się w rodzinie lekarzy w Łodzi jako druga córka Józefa Saksa (zm. 1909) i Wiktorii Wiesel (zm. 1944). Mając lat siedemnaście Stella Saks ukończyła w Warszawie Gimnazjum Związku Zawodowego Nauczycieli Polskich Szkół Średnich. Po otrzymaniu matury jesienią 1923 roku podjęła studia na Uniwersytecie Warszawskim w Sekcji Przyrodniczej Wydziału Filozofii.
W roku 1926 została przyjęta do Instytutu Biologii Doświadczalnej im. Marcelego Nenckiego, w którym pod kierunkiem profesora Kazimierza Białaszewicza wykonała pracę doktorską pod tytułem: „O przemianie mineralnej podczas głodu u psa” (1932).
Od 1931 była żoną Włodzimierza Niemierko, biochemika i fizjologa. W latach 1931–1939 była pracownikiem naukowym w Zakładzie Fizjologii Pracy AWF w Warszawie.
Podczas okupacji niemieckiej z mężem przebywała w Warszawie. Po upadku powstania warszawskiego zamieszkali w Milanówku i Grodzisku Mazowieckim.
Po II wojnie światowej pracownik naukowy w Zakładzie Biochemii Instytutu Biologii Doświadczalnej imienia Marcelego Nenckiego w Warszawie (profesor od 1963), kierownik Pracowni Biochemii Układu Nerwowego tamże (1961–1976). 
Prowadziła badania nad fizjologią i biochemią pracy fizycznej, metabolizmem owadów oraz transportem aksoplazmatycznym w nerwach obwodowych. Była pionierem polskich badań nad mózgiem. 
20 sierpnia 1980 roku podpisała apel 64 uczonych, pisarzy i publicystów do władz komunistycznych o podjęcie dialogu ze strajkującymi robotnikami. 
Zmarła w Warszawie, spoczęła obok męża na cmentarzu Wojskowym na Powązkach (kwatera C39-4-6).

## Ordery i odznaczenia
- Krzyż Oficerski Orderu Odrodzenia Polski
- Krzyż Kawalerski Orderu Odrodzenia Polski
- Medal im Mikołaja Kopernika PAN (1996)

Źródło:.